# Eremitage am Ravensberg (Troisdorf)

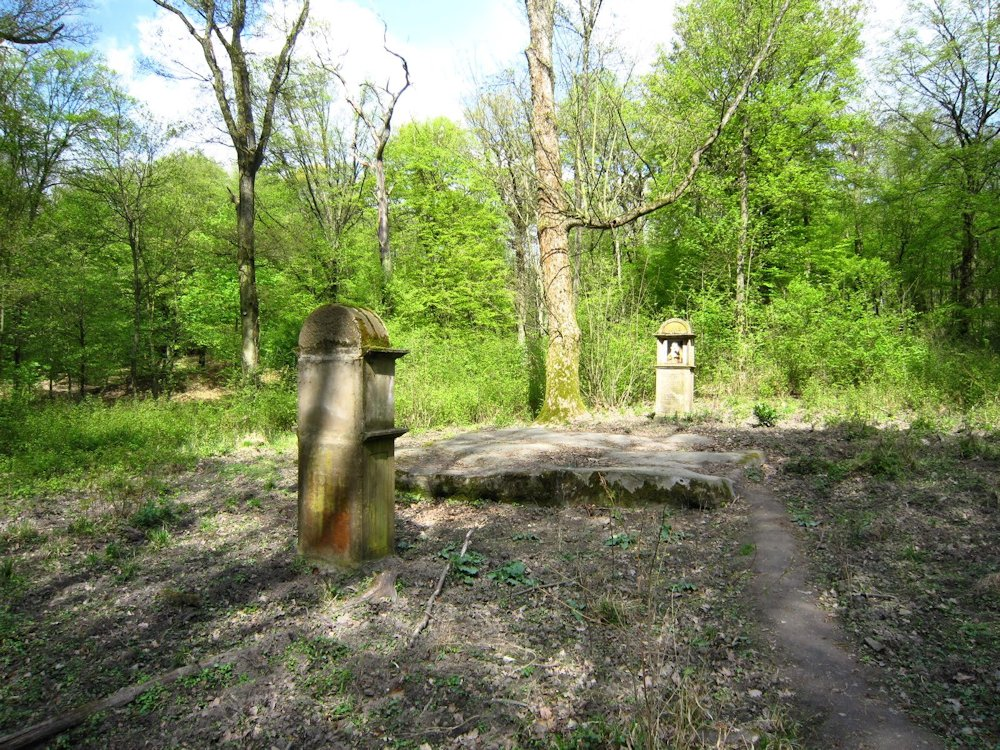
Reste der Eremitage in Troisdorf

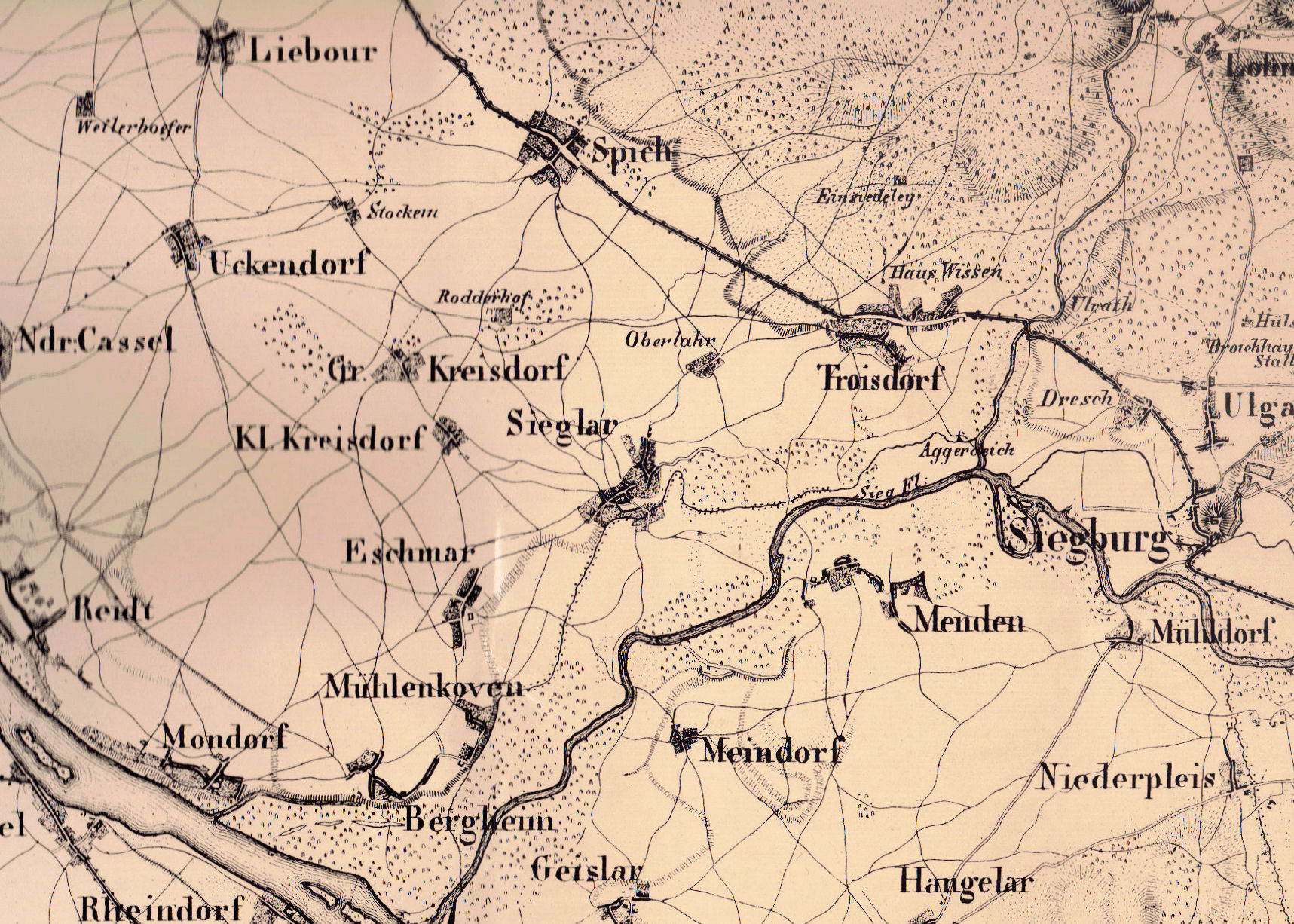
Die Einsiedelei im Norden von Alt-Troisdorf (Tranchot/v. Müffling 1816–1828)

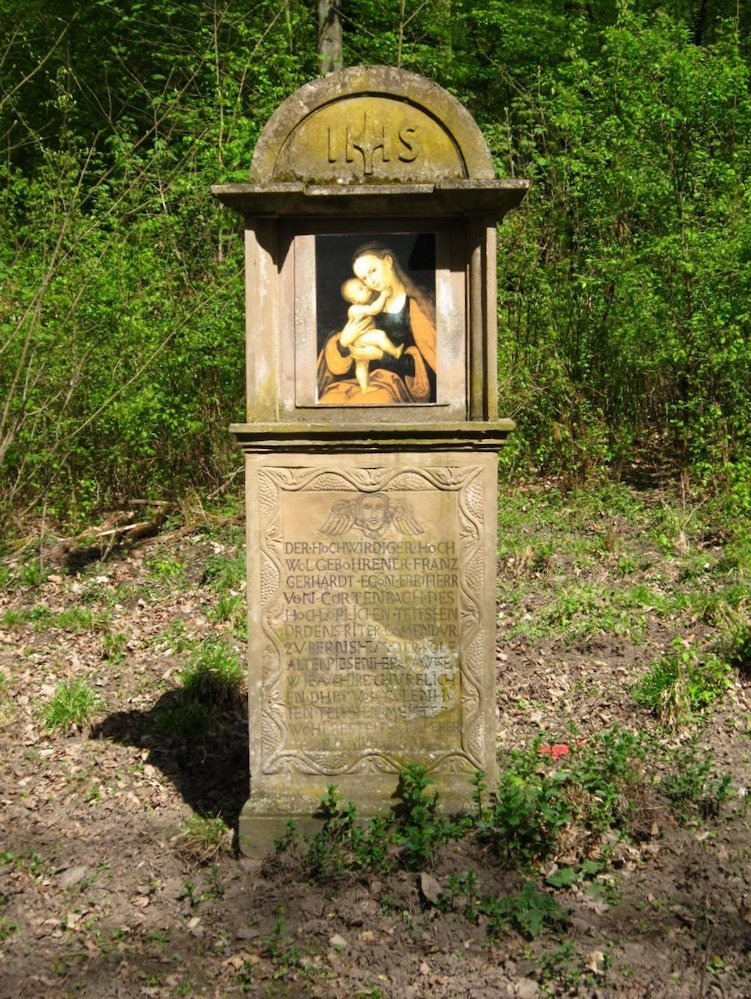
Eremitage in Troisdorf, Fußfall

Die Eremitage am Ravensberg war eine Franziskaner-Einsiedelei am Rand der Wahner Heide auf dem Gebiet von Troisdorf-Altenrath. Die Ruine steht als Baudenkmal unter Denkmalschutz (Denkmalliste der Stadt Troisdorf, A206).

## Geschichte
Die Eremitage wurde 1670 als Franziskaner-Klause auf dem Gebiet des ehemaligen Kirchspiels Sieglar errichtet. Das kleine Kloster bestand aus einer Kapelle und einem daran angebauten zweigeschossiges Wohnhaus für die Eremiten.
Die heute noch sichtbare Quarzit-Platte (so genannter Ringelstein, zeitgleich mit dem Spicher Hohlstein entstanden) diente als Fundament und Fußboden für einen Teil der Gebäude.
Das Kirchlein unterstand pfarrlich der Sieglarer Kirche. An 7 Fußfallstationen vorbei führte ein Prozessionsweg von Sieglar auf den Ravensberg. Die Eremiten lebten vom Betteln (Terminieren). Die kirchlichen Verrichtungen waren durch Stiftungen abgesichert.
Die Eremitage, die von 1771 bis 1773 der Troisdorfer Gemeinde als Notkirche diente, bestand bis 1808. Die Gebäude wurden 1833 auf Veranlassung von Clemens von Loë abgerissen.

## Lage
Die Eremitage ist vom Mauspfad (Kreisstraße 20) aus beschildert und über einen schmalen Pfad erreichbar. Die beiden hier befindlichen Wegkreuze wurden 1949 aus Resten zerstörter Fußfallsteine errichtet. 2001 wurden diese nach weiteren Zerstörungen restauriert, an den Ringelstein versetzt und eingesegnet.